# Paweł Hut
Paweł Ryszard Hut (ur. 1972) – doktor habilitowany nauk społecznych w dyscyplinie nauki o polityce, wykładowca na Wydziale Nauk Politycznych i Studiów Międzynarodowych Uniwersytetu Warszawskiego.

## Życiorys
Jest absolwentem Instytutu Polityki Społecznej Uniwersytetu Warszawskiego, wykładowcą akademickim i członkiem Rady Wydziału Nauk Politycznych i Studiów Międzynarodowych Uniwersytetu Warszawskiego. Od 2004 jest członkiem kolejnych kadencji Rady do Spraw Uchodźców. Od 2016 do 2018 dyrektor Departamentu Polityki Migracyjnej, a następnie Departamentu Analiz i Polityki Migracyjnej Ministerstwa Spraw Wewnętrznych i Administracji RP, a także przedstawiciel MSWiA w Rządowej Radzie Ludnościowej. Od lutego 2018 dyrektor Departamentu Edukacji, Kultury i Dziedzictwa MON.
W 2002 uzyskał stopień doktora nauk humanistycznych w zakresie nauk o polityce o specjalności nauki o polityce na podstawie Warunki życia i proces adaptacji repatriantów w Polsce w latach 1992–2000 (promotorka: Barbara Rysz-Kowalczyk), a w 2014 stopień doktora habilitowanego rozprawą Polska wobec Polaków w przestrzeni poradzieckiej. Od solidaryzmu etnicznego do obowiązku administracyjnego.
W latach 2006–2007 był członkiem Międzyresortowego Zespołu do spraw Polonii i Polaków za Granicą. W latach 2013–2014 był przedstawicielem Prezesa Rady Ministrów w Zespole do Spraw Migracji przy Ministerstwie Spraw Wewnętrznych RP. W 2011 był ekspertem podkomisji Sejmu. Jest członkiem Komisji Oceniającej konkursu akademickiego o stypendium i indeks im. Bpa Jana Chrapka. Od 2017 członek Advisory Board w International Centre for Migration Development z siedzibą w Wiedniu.
Autor ponad 80 publikacji naukowych z zakresu problematyki społecznej, demograficznej i migracyjnej. Uczestnik prac nad przygotowaniem ustawy o Karcie Polaka, zmian do ustawy o repatriacji i ustawy o udzielaniu ochrony cudzoziemcom na terytorium RP.
Jest autorem określenia impatriacja, które opisuje współczesny proces przesiedlenia się do Polski osób pochodzenia polskiego z byłego ZSRR.
9 września 2022 otrzymał Medal Stulecia Odzyskanej Niepodległości

## Wybrane publikacje książkowe
- Warunki życia i proces adaptacji repatriantów (1992-2000), Instytut Polityki Społecznej UW, Warszawa 2002
- Doświadczenia życiowe przed przybyciem do Polski osób ubiegających się o status uchodźcy, Instytut Polityki Społecznej UW, Warszawa 2007
- Paweł Hut, Łukasz Żołądek, Repatriacja i polityka repatriacyjna, Wyd. Sejmowe 2013
- Polska wobec Polaków w przestrzeni poradzieckiej. Od solidaryzmu etnicznego do obowiązku administracyjnego, Instytut Polityki Społecznej UW, Warszawa 2014